# Paramitraceras fuscomaculatus
Paramitraceras fuscomaculatus is een hooiwagen uit de familie Stygnopsidae.